# Michèle San Vicente-Baudrin
Michèle San Vicente-Baudrin, née le 19 mai 1955, est une personnalité politique française, membre du Parti socialiste. 
Elle était sénatrice du Pas-de-Calais (23 septembre 2001 - 30 septembre 2011), membre de la commission des affaires sociales.
Elle a été également maire d'Annay de 2001 à 2014.